# IAd
O iAd foi uma plataforma de publicidade móvel desenvolvida pela Apple Inc para os dispositivos móveis iPhone, iPod Touch e iPad que permite aos desenvolvedores inserir anúncios diretamente em suas aplicações. O serviço se iniciou em 2010 e estava disponível no iOS 4. A intenção da empresa era competir com o AdMob, um serviço de publicidade móvel da Google.
Na apresentação da plataforma ao público, Steve Jobs mostrou um iAd do filme Toy Story 3 que continha até vídeos e jogos. Segundo o executivo, o objetivo era trazer “emoção e interatividade” aos anúncios.
Todavia, o serviço não conseguiu fazer sucesso, sendo descontinuado no ano de 2016.